# Маршалк, Николай Карлович
Николай Карлович Маршалк (2 (14) октября 1897, Митава — 22 февраля 1951, Ландсхут) — офицер Белого движения остзейского происхождения, участник Гражданской войны.
Некоторые интернет-ресурсы ошибочно именуют его Николаем Константиновичем.

## Биография
Родился 2 (14) октября 1897 года в Митаве, в семье городского полицейского пристава Карла Петровича Маршалка(крестьянина по происхождению, в 1914—1917 годах Карл Петрович возглавлял Московскую сыскную полицию, в 1917—1918 годах — Московский уголовный розыск).
В 1915 году Николай Карлович окончил 2-е Петроградское реальное училище В период Первой мировой войны учился в Москве: сперва в техническом институте, затем в Александровском военном училище. После прихода к власти большевиков отправился на Дон, где формировалась белая Добровольческая Армия.
В начале 1918 года вступил в Корниловский ударный полк. В составе этого полка, в чине прапорщика прошёл все бои 1-го Кубанского Ледяного Похода. В ходе похода познакомился с сестрой милосердия Верой Георгиевной Зернеевой, которая позже стала его женой. После Ледяного Похода продолжил сражаться в рядах Корниловского полка, затем — Корниловской дивизии. Дослужился до чина подпоручика. В боях Второго Кубанского Похода и Донбасской операции был дважды ранен, ему были ампутированы стопы обеих ног. Вернулся на некоторое время в Латвию, уроженцем которой он являлся.
1 июля 1919 года вступил в Северо-Западную Армию Николая Юденича, в составе Ливенской дивизии, в качестве офицера для связи принял участие в осеннем Походе на Петроград. В Северо-Западной Армии продолжал носить прежнюю корниловскую форму.
После поражения наступления Юденича на Петроград в 1920 году интернирован правительством Эстонии. С 1920 по 1933 году проживал в Берлине, занимался коммерцией, работал водителем такси. В начале 1933 года, представляясь руководителем берлинского филиала антисоветской организации «Сан-Сальвадор», пытался вовлечь в её деятельность доктора биологии Сергея Романовича Царапкина, работавшего вместе с Николаем Владимировичем Тимофеевым-Рессовским в Институте исследований мозга в пригороде Берлина — Бухе. Однако в апреле того же года Николай Карлович был арестован и депортирован в Латвию по подозрению в шпионаже в пользу СССР.
В 1920—1924 и 1940—1942 годах лицо без гражданства. С 1924 по 1940 год — гражданин Латвии. С 1933 года жил в Риге, служил в частном детективном агентстве, основанном его отцом. После его смерти занимался коммерцией, в феврале 1940 года был осужден на пять месяцев тюремного заключения за присвоение чужих денег. Некоторые источники утверждают, что во время пребывания в Риге Николай Карлович работал на «французскую разведку и одновременно работал на немецкую разведку».
В 1935 году развёлся с женой Верой (она всю дальнейшую жизнь прожила под фамилией Маршалк, также под этой фамилией проживал её сын Георгий, рожденный от другого мужчины) и женился вторично на модистке Марине Николаевне Семеке, уроженке Варшавы.
В 1940 году Николаю Маршалку удалось покинуть Советскую Латвию и перебраться в Германию. В ноябре 1941 года Николай Карлович устроился переводчиком в гестапо в городе Потсдам, 31 марта 1942 года был оттуда уволен, а 17 апреля — арестован по подозрению в шпионаже в пользу СССР. 19 июня 1942 года решением РСХА был отправлен в концлагерь Заксенхаузен. В августе 1944 года был переведен в концлагерь Флоссенбюрг, откуда стараниями жены и сестры Лидии был отпущен за несколько месяцев до окончания Второй мировой войны.
После проживал в Американской зоне оккупации Германии. Из-за подхваченного в концлагерях туберкулеза, практически не выходил из больниц и госпиталей. Скончался 22 февраля 1951 года.